# Trösterin der Betrübten

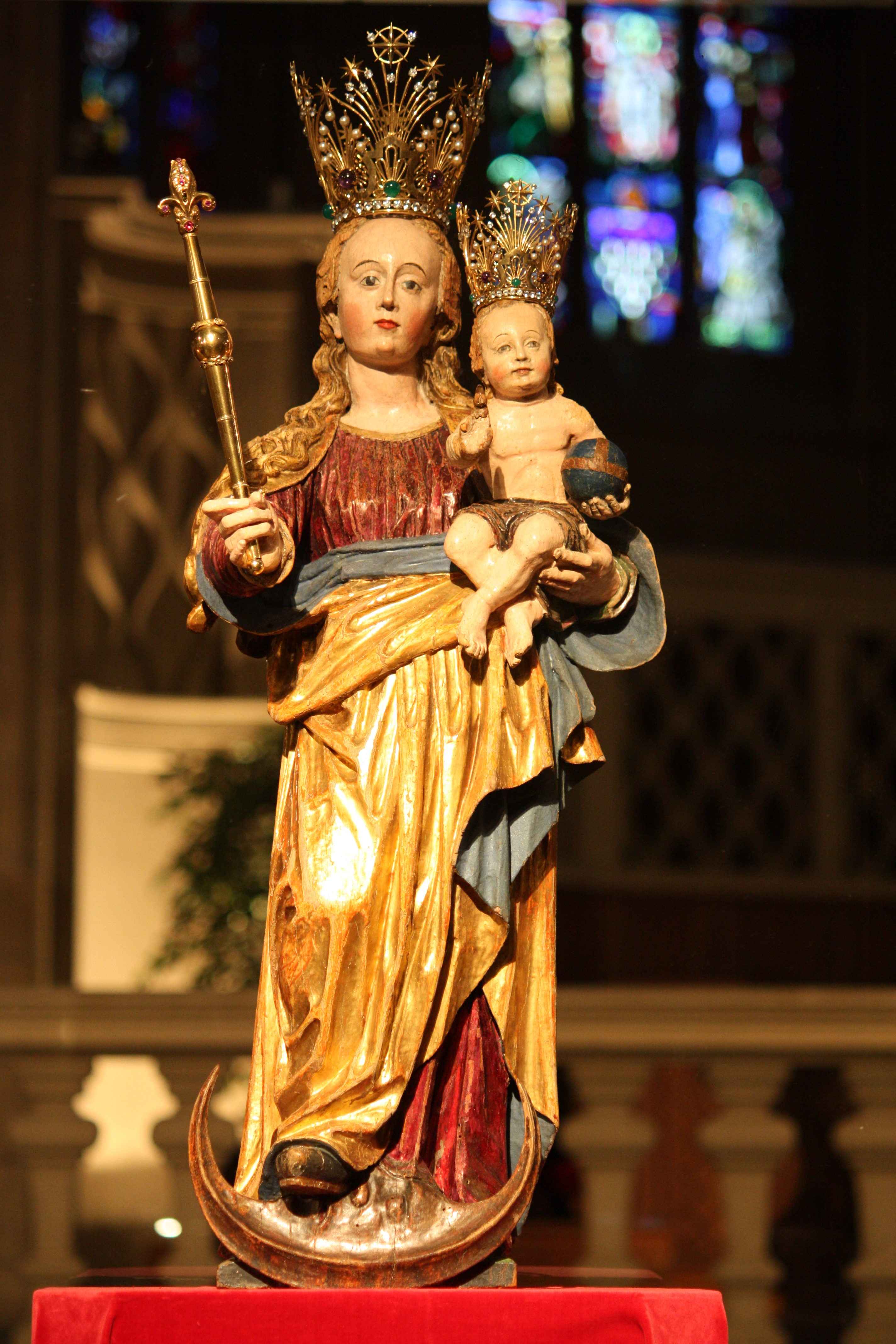
2008 restaurierte Statue der Consolatrix aus Luxemburg

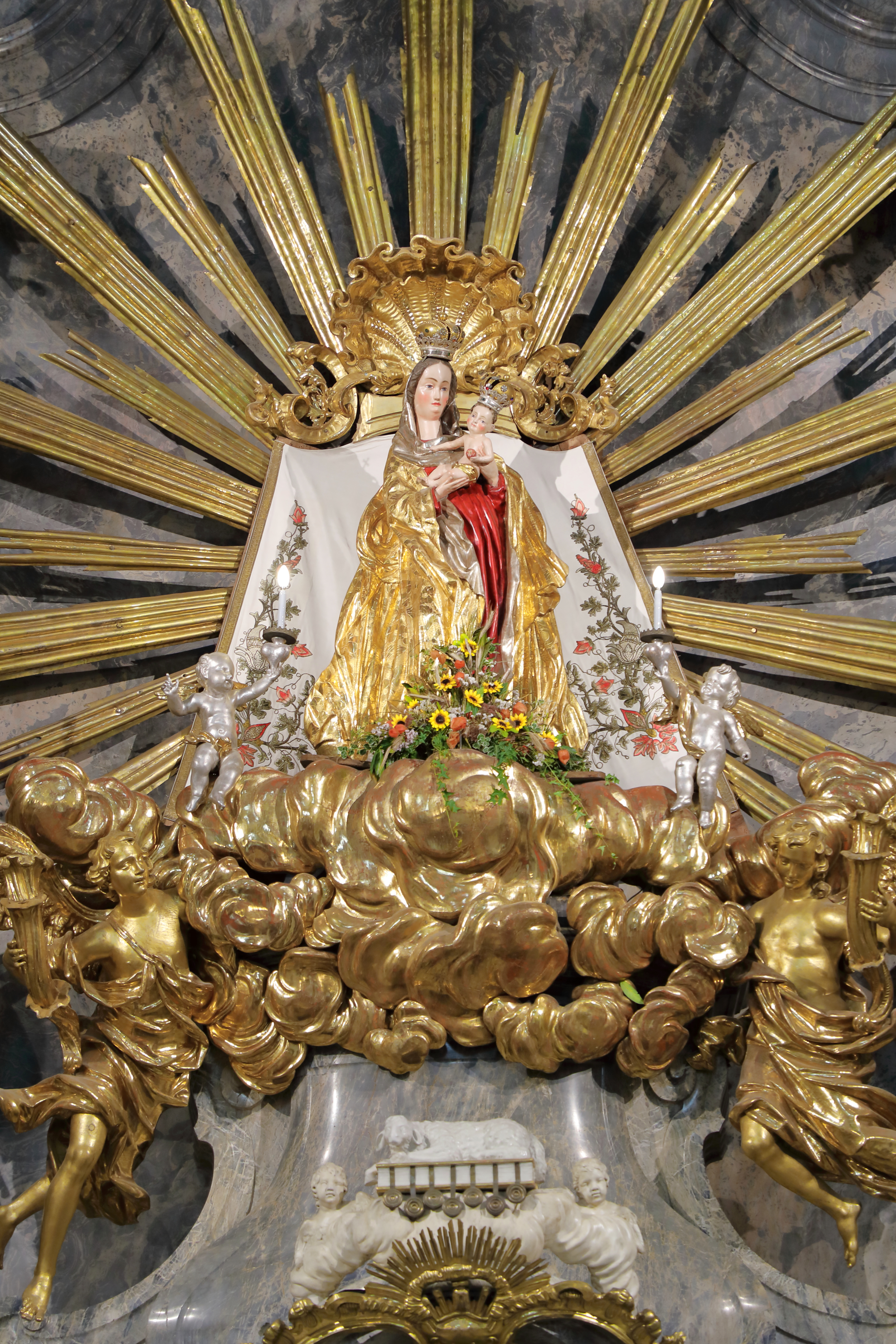
Marienstatue aus der Mitte des 15. Jahrhunderts in der Basilika Mariatrost, die 1695 zur Gnadenstatue umgestaltet wurde.

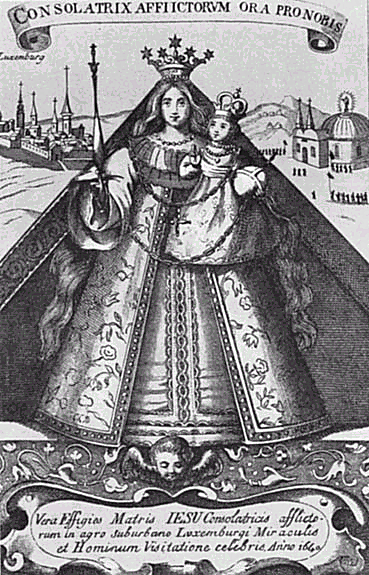
Gnadenbild von Kevelaer, 1640

Trösterin der Betrübten ist die deutsche Übersetzung des Titels Consolatrix afflictorum, der Maria als Mutter Jesu neben vielen anderen in der Lauretanischen Litanei (genannt nach dem italienischen Wallfahrtsort Loreto) zugedacht wird.

## Gedenktag
Zu der Anrufung gibt es keinen allgemein gültigen Festtag. Am 4. September wird ihrer im Augustinerorden gedacht.

## Darstellung
Ikonographisch ist die Consolatrix eine Madonna mit Jesuskind.

## Wallfahrtsorte der Trösterin der Betrübten
Bekannte Wallfahrtsorte und -kirchen sind:
- Das Gnadenbild zu Luxemburg, heute in der Kathedrale von Luxemburg, soll vom Jesuitenpater Jacques Brocquart († 1660) am 8. Dezember 1624, am Fest der Unbefleckten Empfängnis Marias, auf dem freien Feld vor den Festungsanlagen zur Verehrung aufgestellt worden sein.
- Das kleine Gnadenbild in Kevelaer, ein Kupferstich, zeigt die Statue der Consolatrix, die in Luxemburg im Rahmen der Muttergottesoktave verehrt wird.[2]
- In Werl wird ein Gnadenbild verehrt, dessen Herkunft möglicherweise die Insel Gotland ist, von wo aus die Ringpfostenstuhlmadonna (ca. 1170) über Fröndenberg und (sicher) Soest nach Werl kam. Das Gnadenbild und der Stuhl sind in einem Stück aus Roterlenholz geschnitzt, während das auf dem Schoß sitzende Jesuskind aus Eichenholz geschnitzt wurde. Die Madonna trägt eine Krone, die im Kirchenjahr ausgetauscht wird – so ist beispielsweise für Hochfeste eine ganz besonders wertvolle Krone vorgesehen.
- In der Basilika Mariatrost ("eine der bedeutendsten und größten Barockkirchen der Steiermark") steht eine Marienstatue der Trösterin Gattung.[3]

- Von Mai bis Oktober wird im Muttergotteshäuschen im Südosten der Stadt Düren, Nordrhein-Westfalen, das 1880 von Adam Siepen mit dem Fuß gemalte Gnadenbild Consolatrix Afflictorum ausgestellt und verehrt. In den übrigen Monaten des Jahres wird das Bild in der Dürener Kirche St. Josef verwahrt.